# Volokolamsk
Volokolamsk (en russe : Волокола́мск) est une ville de l'oblast de Moscou, en Russie, et le centre administratif du raïon de Volokolamsk. Sa population s'élevait à 21 692 habitants en 2014.

## Géographie
Volokolamsk est située sur la rivière Gorodenka, à 129 km au nord-ouest de Moscou, près de la ligne de chemin de fer Moscou – Riga.

## Histoire

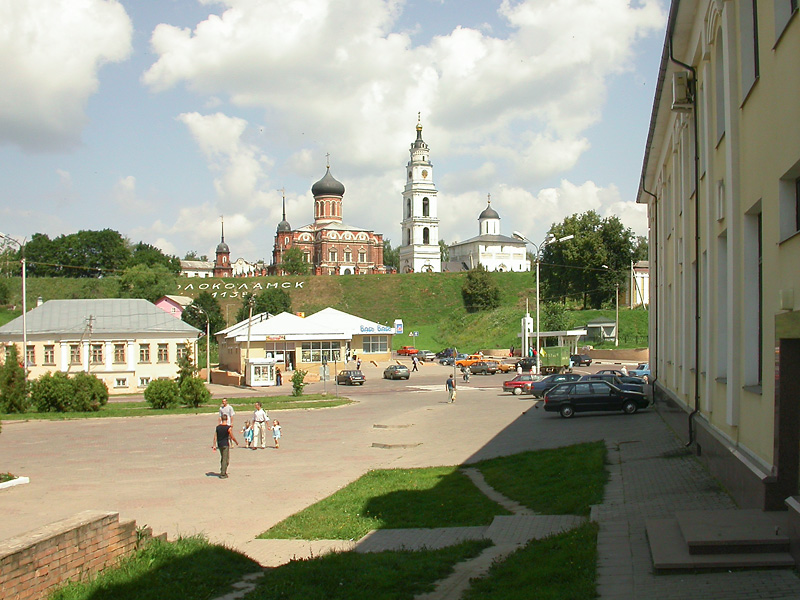
Le kremlin de Volokolamsk avec l'ancienne et la nouvelle cathédrales à l'arrière-plan.

Volokolamsk est mentionnée pour la première fois dans la Chronique de Voskressensk en l'année 1135. La ville a été construite par les marchands de Novgorod sur un portage (volok en russe) de cinq kilomètres, sur une route de Novgorod à Moscou et Riazan pendant la colonisation slave du nord-est de la Russie. Ainsi le nom de Volokolamsk vient de « Volok-sur-la-Lama ». La ville demeura l'enclave la plus méridionale de la république de Novgorod jusqu'à 1398.
En 1178, Volok-sur-la-Lama fut incendiée par Vsevolod le Grand Nid, qui l'ajouta aux terres de Vladimir-Souzdal. Son fils Iaroslav II la ramena dans la souveraineté de Novgorod en 1231. Après l'invasion mongole de la Russie, la ville fut divisée en deux parties, l'une attribuée à Novgorod et l'autre aux grands ducs de Vladimir. La principauté de Tver ne réussit pas à la prendre en 1273.
Ivan Kalita offrit sa partie de la ville au boyard Rodion Nestorovitch, qui arracha l'autre partie à Novgorod. En 1345, Siméon le Fier fit don de Volkolamsk à son beau-père, un des princes de Smolensk. Propriété de Smolensk, la ville résista à un siège de trois mois conduit par Olgierd en 1371. Tokhtamych fut vaincu par Vladimir le Téméraire (en) en 1383, près de Volokolamsk. Peu de temps après, la ville retourna à Novgorod.
En 1398, Vassili Ier incorpora définitivement Volokolamsk à la Moscovie. Dix ans plus tard, elle fut accordée pour deux ans à Švitrigaila, qui avait rompu avec Moscou. Ayant perdu son commerce hanséatique et les relations avec Novgorod, la ville déclina et ne fut plus mentionnée dans aucune source durant le demi-siècle suivant. C'est en 1462, quand Volokolamsk fut donné par Ivan III à son frère cadet, que la ville devint le siège d'une principauté. Son premier prince érigea la cathédrale de la Résurrection en calcaire à un seul dôme, qui est toujours debout. Un autre prince était Andreï Volotski ; le principal monument de son règne est la cathédrale à trois dôme du cloître Viazmichtchi (1535).
En 1613, Volokolamsk résista à un siège de Sigismond III Vasa, un événement qui explique la présence de fortifications sur les armoiries de la ville. À cette époque, Volokolamsk avait été liée au monastère Saint-Joseph de Volokolamsk, située à 17 km au nord de la ville.
Le pouvoir soviétique s'installa à Volokolamsk à la fin d'octobre 1917. Pendant la Seconde Guerre mondiale, Volokolamsk fut occupée par l'Allemagne nazie du 27 octobre au 20 décembre 1941. De violents affrontements opposèrent les troupes allemandes aux forces soviétiques et aux partisans près de Volokolamsk. En novembre 1941, 28 soldats soviétiques de la 316e division de fusiliers réussirent à mettre hors d'état 18 chars ennemis à huit kilomètres de Volokolamsk. La ville fut reprise par le front de l'ouest de l'Armée rouge au cours de l'opération Kline-Solnetchnogorsk.

## Population
Recensements (*) ou estimations de la population :
| 1862  | 1897* | 1913  | 1926* | 1939* | 1959* | 1970*  |
| ----- | ----- | ----- | ----- | ----- | ----- | ------ |
| 2 412 | 3 091 | 3 500 | 4 412 | 5 400 | 8 625 | 15 495 |

| 1979*  | 1989*  | 2002*  | 2010*  | 2012   | 2013   | 2014   |
| ------ | ------ | ------ | ------ | ------ | ------ | ------ |
| 18 356 | 18 226 | 16 556 | 23 433 | 22 857 | 22 439 | 21 692 |

## Jumelage
La ville est jumelée à :
- Dziarjynsk (Biélorussie)
- Vassylkiv (Ukraine)
- Krāslava (Lettonie)
- Požarevac (Serbie)
- Tchatchersk (Biélorussie)
- Tokmok (Kirghizistan)
- Mojaïsk (Russie)
- Soudak (Ukraine)